# 北京大學信息管理系
北京大学信息管理系，前身为北京大学图书馆系，1947年建立，第一任系主任为王重民先生。1987年改名为图书馆情报学系，2001年改名为信息管理系。
信息管理系本科设有信息管理与信息系统专业、图书馆学专业；硕士阶段有图书馆学、情报学、编辑出版3个专业；博士阶段设有图书馆学、情报学、编辑出版三个专业。
信息管理系现有在职教授12人，副教授15人，讲师3人，共有图书馆学教研室、信息管理与信息系统教研室、信息分析与信息咨询教研室等3个教研室。